# Pheidole voeltzkowii
Pheidole voeltzkowii är en myrart som beskrevs av Auguste-Henri Forel 1894. Pheidole voeltzkowii ingår i släktet Pheidole och familjen myror. Inga underarter finns listade i Catalogue of Life.

## Bildgalleri

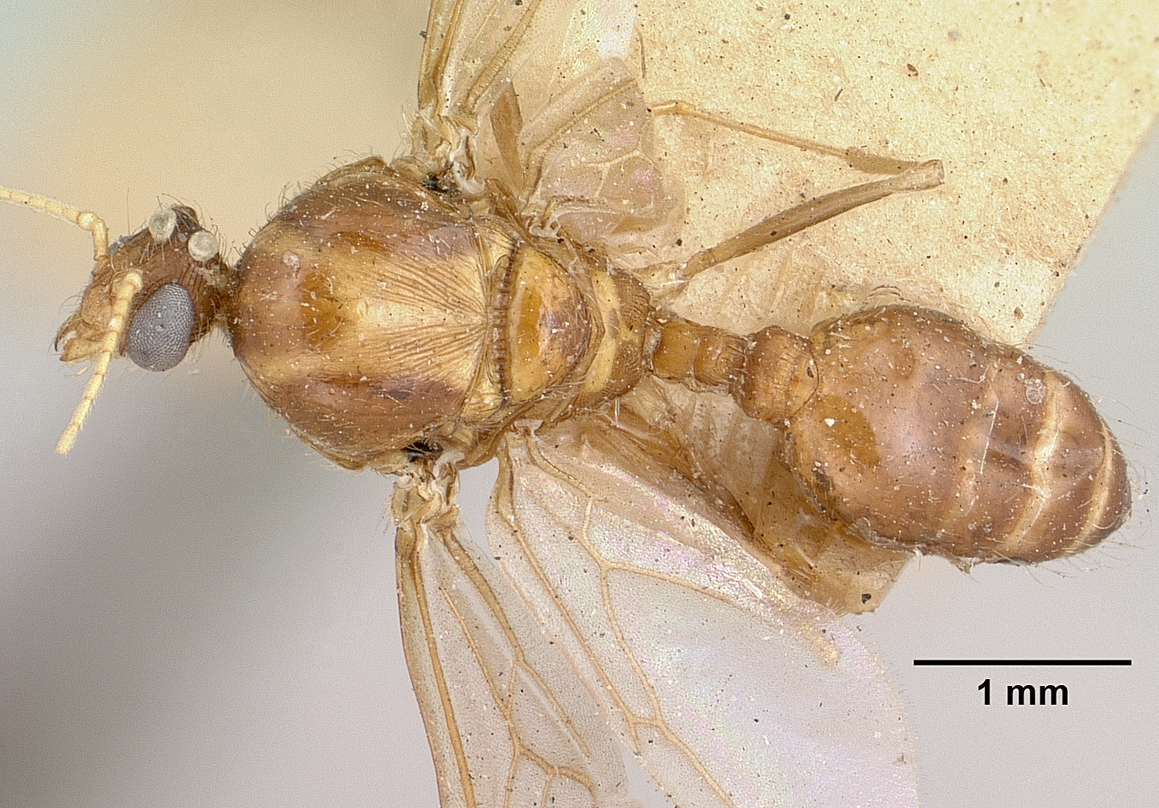
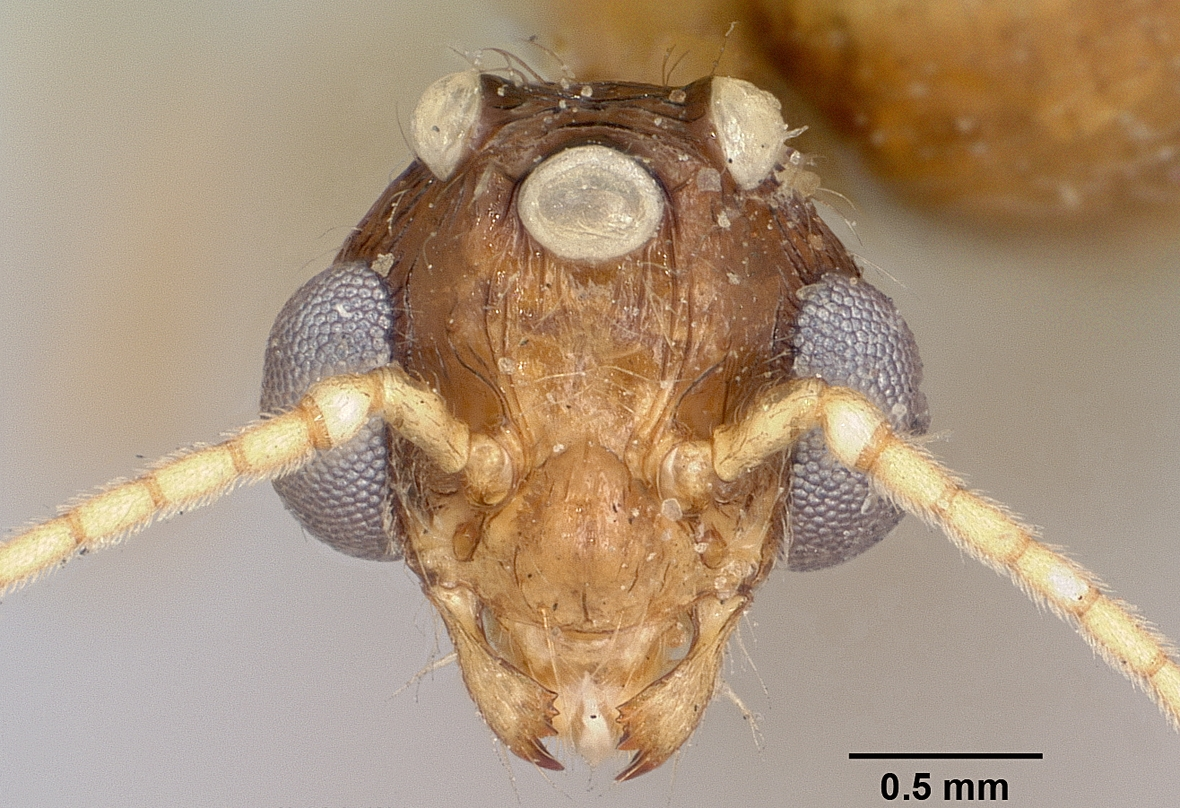
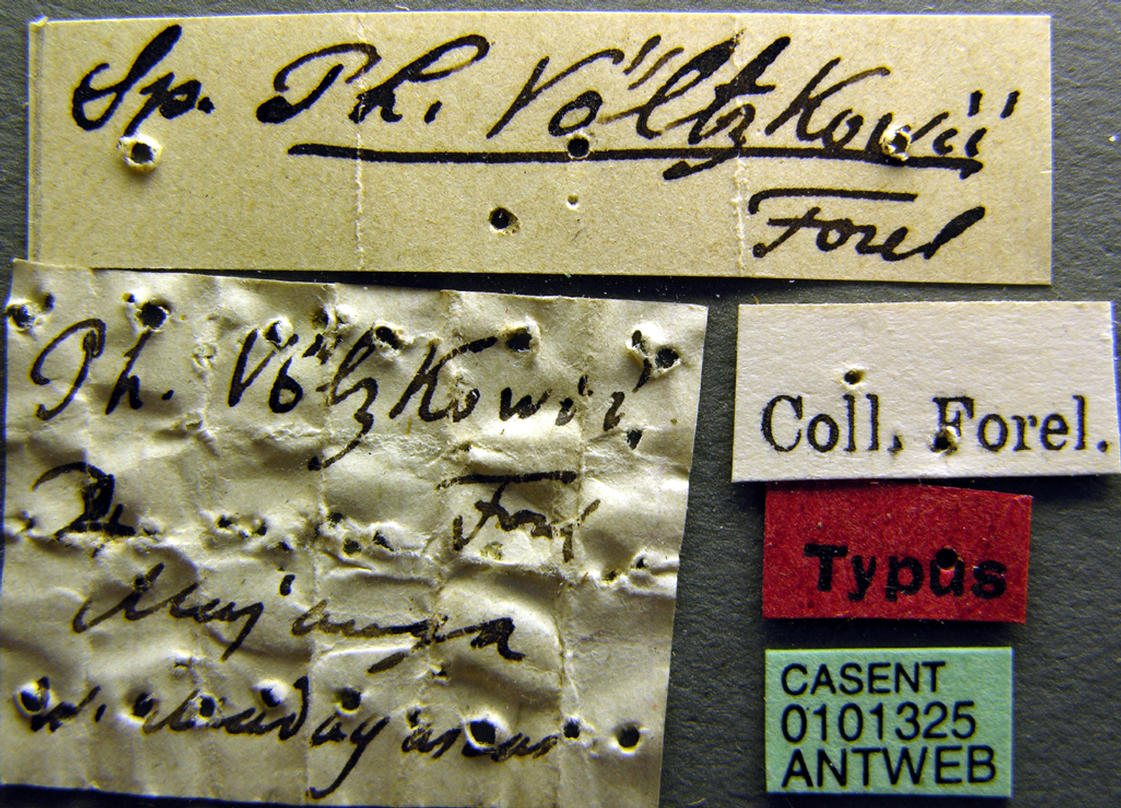
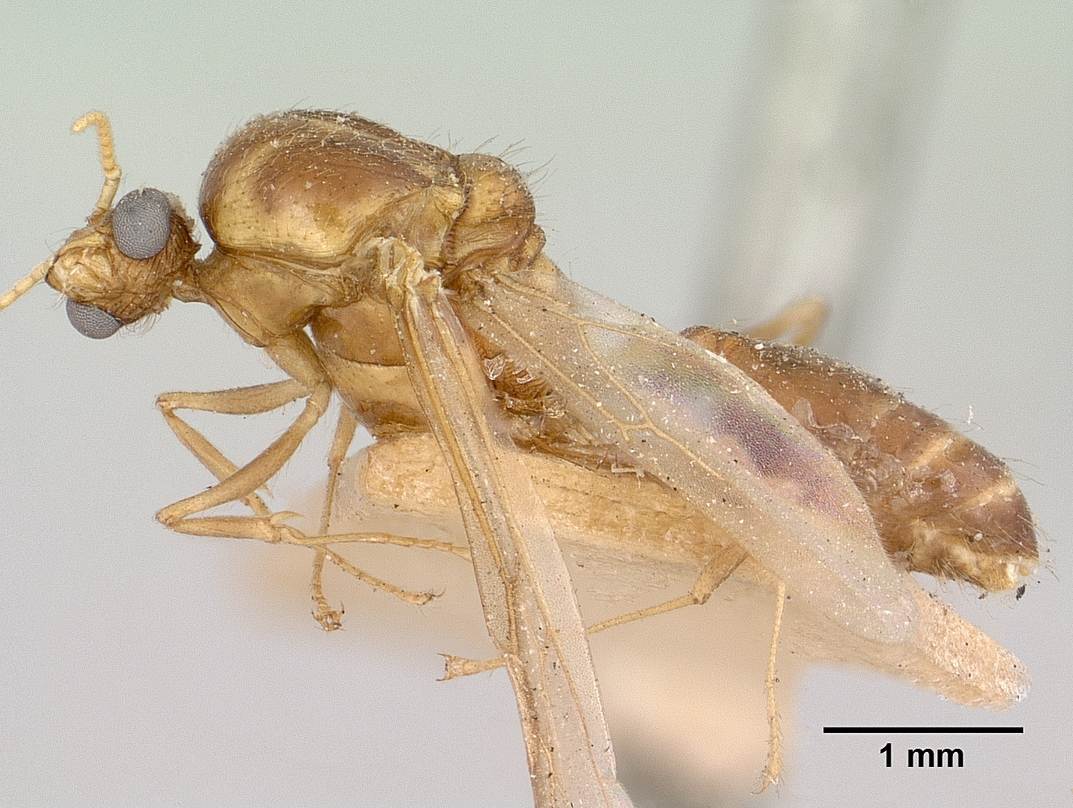
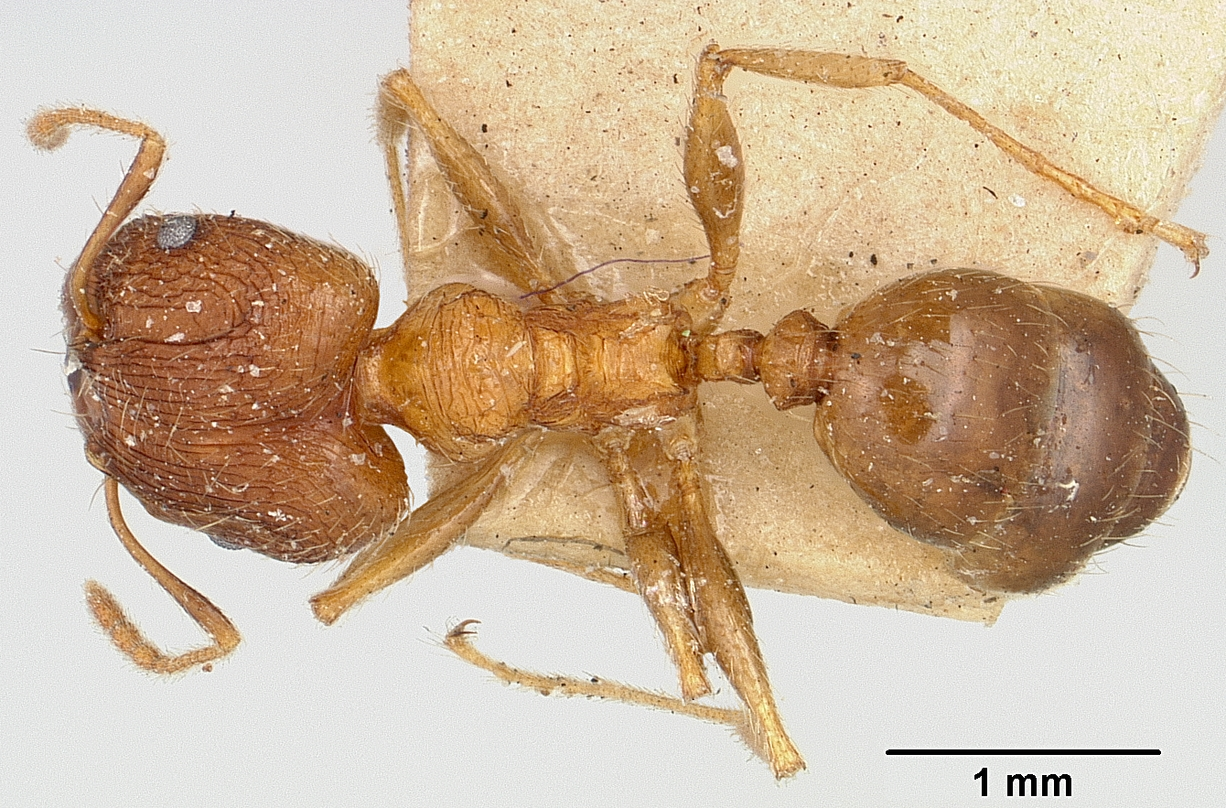
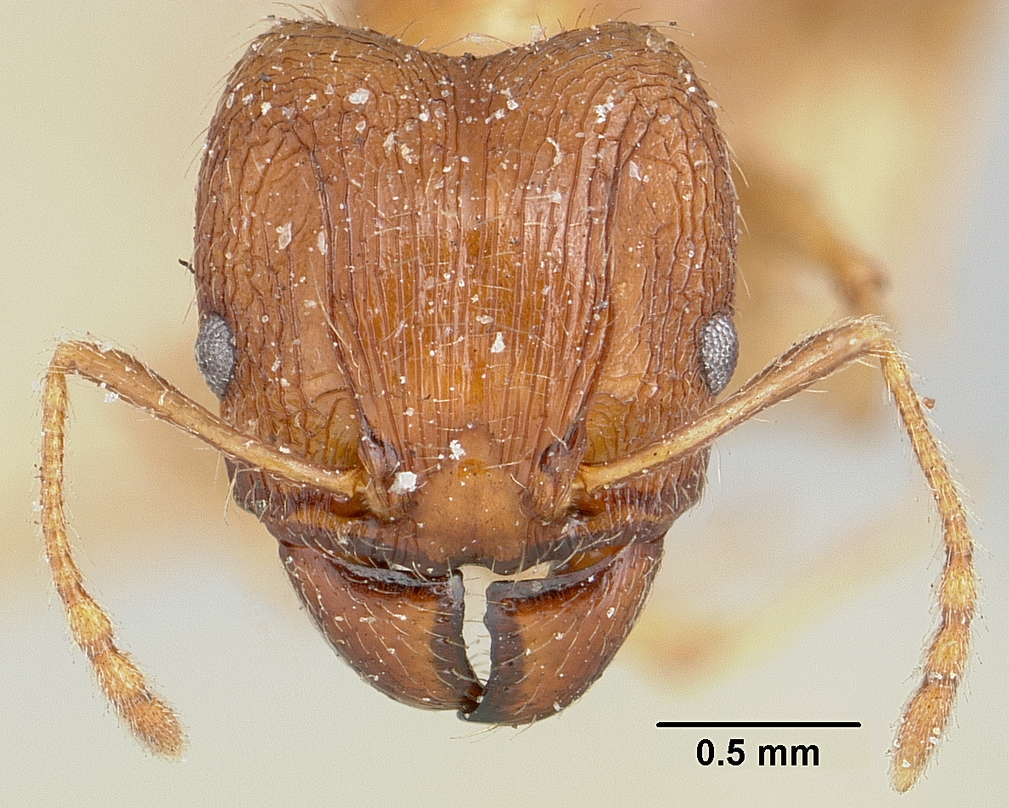